# (673087) 2015 AJ281
(673087) 2015 AJ281, também escrito como (673087) 2015 AJ281 e designado 2011 FW62, é um objeto transnetuniano que está localizado no Cinturão de Kuiper, uma região do Sistema Solar. Ele possui uma magnitude absoluta de 5,0 e tem um diâmetro estimado de cerca de 440 km, o que faz dele num candidato com provável chance de aumentar a lista oficial de planetas anões.

## Descoberta
(673087) 2015 AJ281 foi descoberto no dia 25 de março de 2011 Através do Observatório Europeu do Sul, em La Silla.

## Órbita
A órbita de (673087) 2015 AJ281 tem uma excentricidade de 0,171 e possui um semieixo maior de 39,825 UA. O seu periélio leva o mesmo a uma distância de 33,024 UA em relação ao Sol e seu afélio a 46,627 UA.